# Piazza XXV Aprile
Piazza XXV Aprile è una piazza di Milano, pedonale e pavimentata, fornita di parcheggio sotterraneo multilivello, che congiunge corso Como con corso Garibaldi, viale Pasubio con viale Monte Grappa, al termine ovest dei Bastioni di Porta Nuova.

## Storia e descrizione

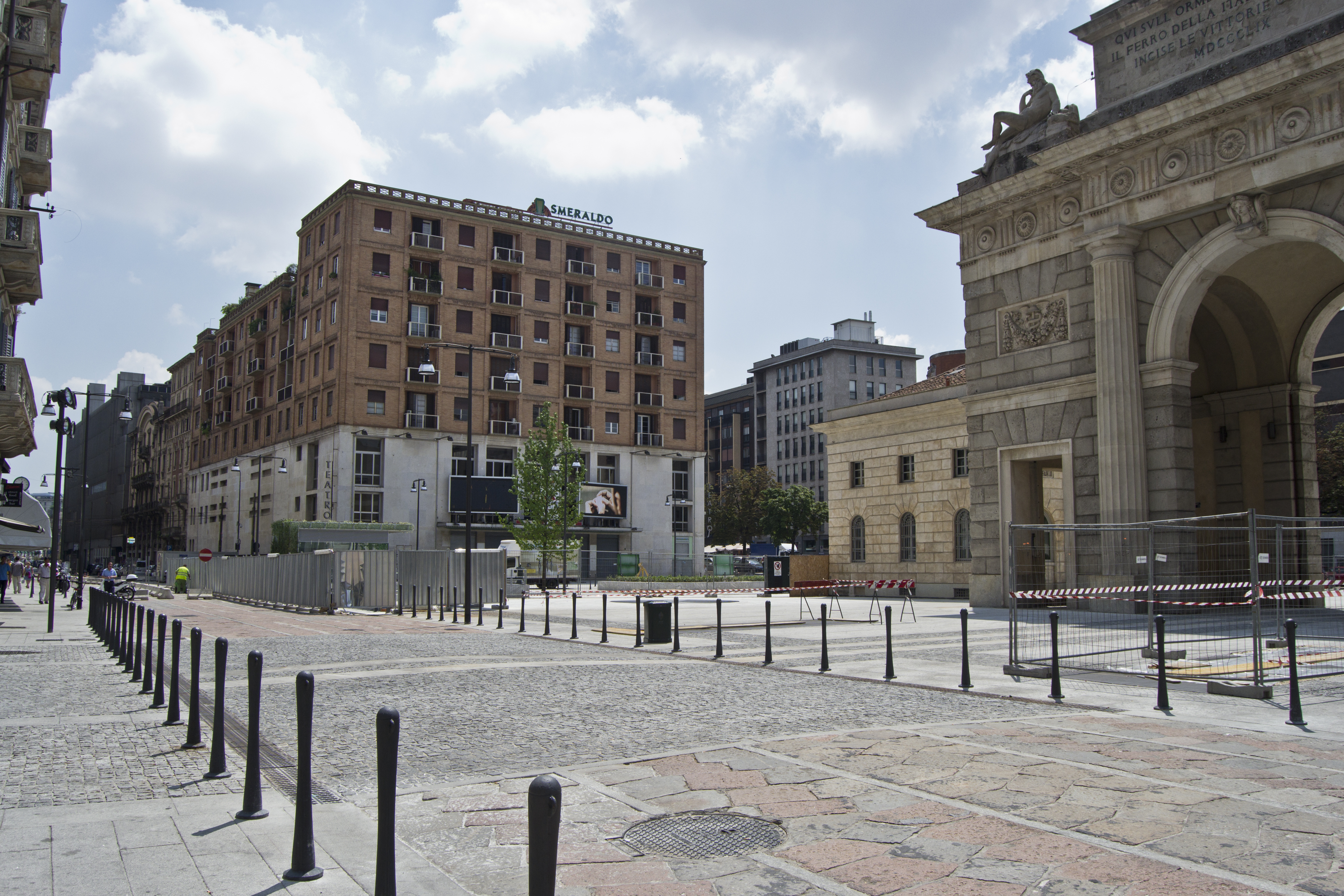
Panoramica della piazza

Al centro della piazza si trova l'arco di Porta Garibaldi, eretto nel 1826 da Giacomo Moraglia ma solo successivamente (1860) dedicato a Giuseppe Garibaldi, così come il vicino corso Garibaldi. Porta Garibaldi, denominata Porta Comasina fino al 1860, era posta lungo i bastioni spagnoli, oggi demoliti. 
La piazza è direttamente congiunta al tratto pedonale di corso Como, uno dei centri della vita notturna milanese. Nelle immediate vicinanze si trova l'Ospedale Fatebenefratelli e Oftalmico ed il cinema Anteo. Dal 2012 il Fuorisalone si tiene anche in piazza XXV Aprile. Nella piazza si trova anche l'edificio in cui originariamente era ospitato il teatro Smeraldo, attualmente sede di Eataly Smeraldo. 
La piazza dispone di un parcheggio di 668 posti: 346 pubblici e 322 per i residenti. Si struttura su sei piani, e al primo piano interrato contiene una sala conferenza da 80 posti. La piazza è stata oggetto di riqualificazione concernente la pavimentazione, con la riapertura ufficiale della piazza che è stata il 10 luglio 2012.

## Galleria d'immagini

La piazza in una foto d'epoca

## Trasporti
- Garibaldi FS
- Moscova
- Stazione di Milano Porta Garibaldi